# Ріхард Досталек
Ріхард Досталек (чеськ. Richard Dostálek, нар. 26 квітня 1974, Ярошов) — чеський футболіст, що грав на позиції захисника. По завершенні ігрової кар'єри — тренер. З 2020 року очолює тренерський штаб команди «Збройовка». Виступав за низку чеських і закордонних клубів. Дворазовий володар Кубка Чехії. Як тренер — чемпіон Чехії

## Ігрова кар'єра
Ріхард Досталек народився 1974 року в місті Ярошов. Займався в юнацьких командах футбольних клубів «Славой» (Ярошов), «Словацко» та «Ганацка Славія». У професійному футболі дебютував 1993 року виступами за команду «Брно», в якій грав до 1998 року, взявши участь у 121 матчі чемпіонату.
У 1998 році Досталек став гравцем клубу «Славія», у складі якого грав до 2004 року. У складі празької команди був гравцем основного складу, та став у складі «Славії» дворазовим володарем Кубка Чехії.
У 2004 році Ріхард Досталек став гравцем російського клубу «Рубін», але вже наступного року повернувся на батьківщину до клубу «Словацко». У 2006—2008 роках футболіст грав у складі німецьких клубів «Ерцгебірге Ауе» та «Шпортфройнде». У 2008 році Досталек став гравцем чеського клубу «Лішень», а в 2009 році перейшов до клубу «Фастав» (Злін). У 2009—2011 роках футболіст грав у складі клубу «Брно», після чого завершив виступи на футбольних полях.

## Виступи за збірну
У 1996 році Ріхард Досталек дебютував у складі національної збірної Чехії. У складі збірної грав до 2003 року, провів у її складі 5 матчів, у яких забитими голами не відзначився.

## Кар'єра тренера
У 2013 році Ріхард Досталек увійшов до тренерського штабу свого колишнього клубу «Збройовка», а в 2017 році очолював головну команду клубу. У 2019 році знову став асистентом головного тренера «Збройовки», а в 2020 році вдруге очолив клуб як головний тренер, та на другий рік роботи став на чолі клубу чемпіоном Чехії. Досталек працював головним тренером «Збройовки» до 2023 року.

## Титули і досягнення

### Як гравця
- Володар Кубка Чехії (2):

«Славія»: 1998–1999, 2001–2002

### Як тренера
- Чемпіон Чехії (1):

«Збройовка»: 2021–2022